# Manhattan Beach (Kalifornia)
Manhattan Beach – miasto w Stanach Zjednoczonych, w stanie Kalifornia, w hrabstwie Los Angeles.

## Galeria zdjęć

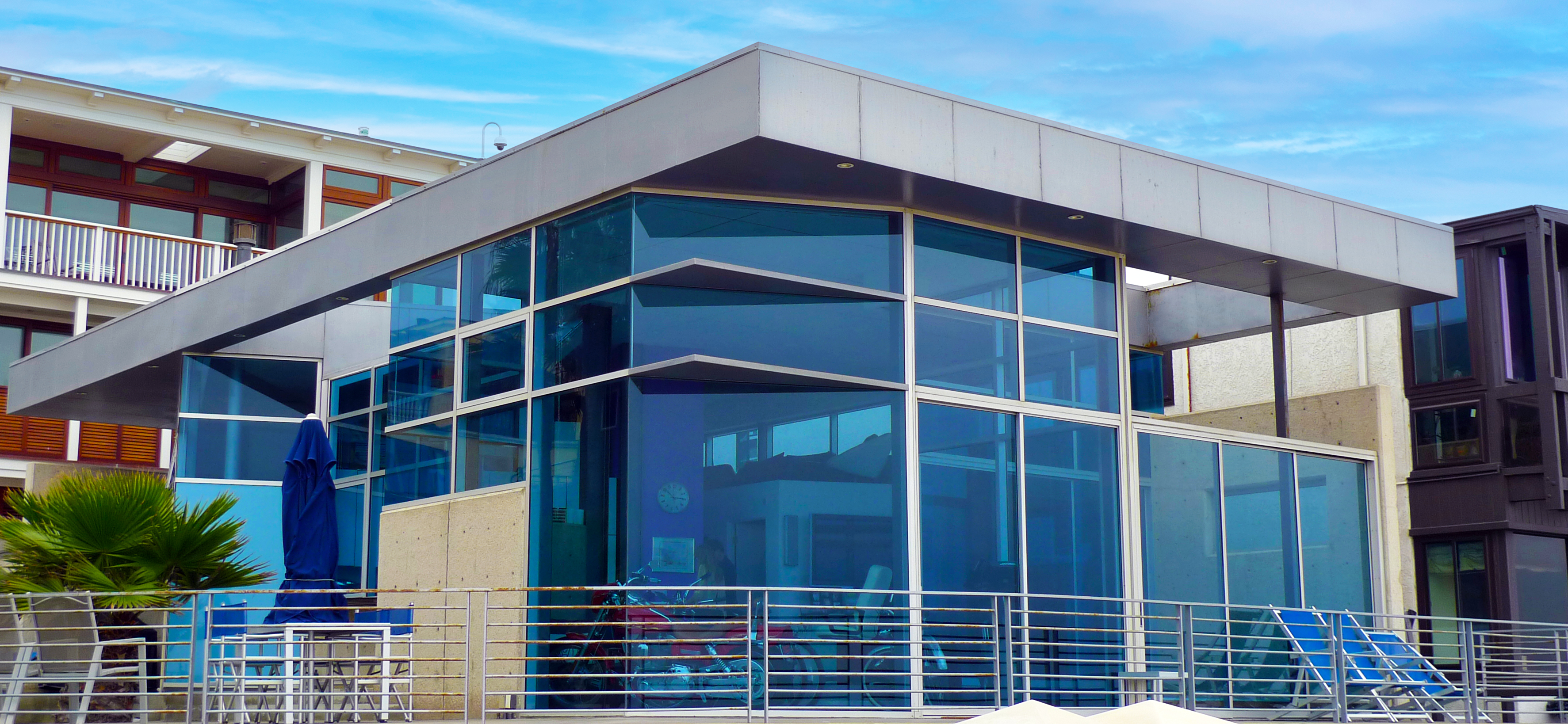
Szklany dom
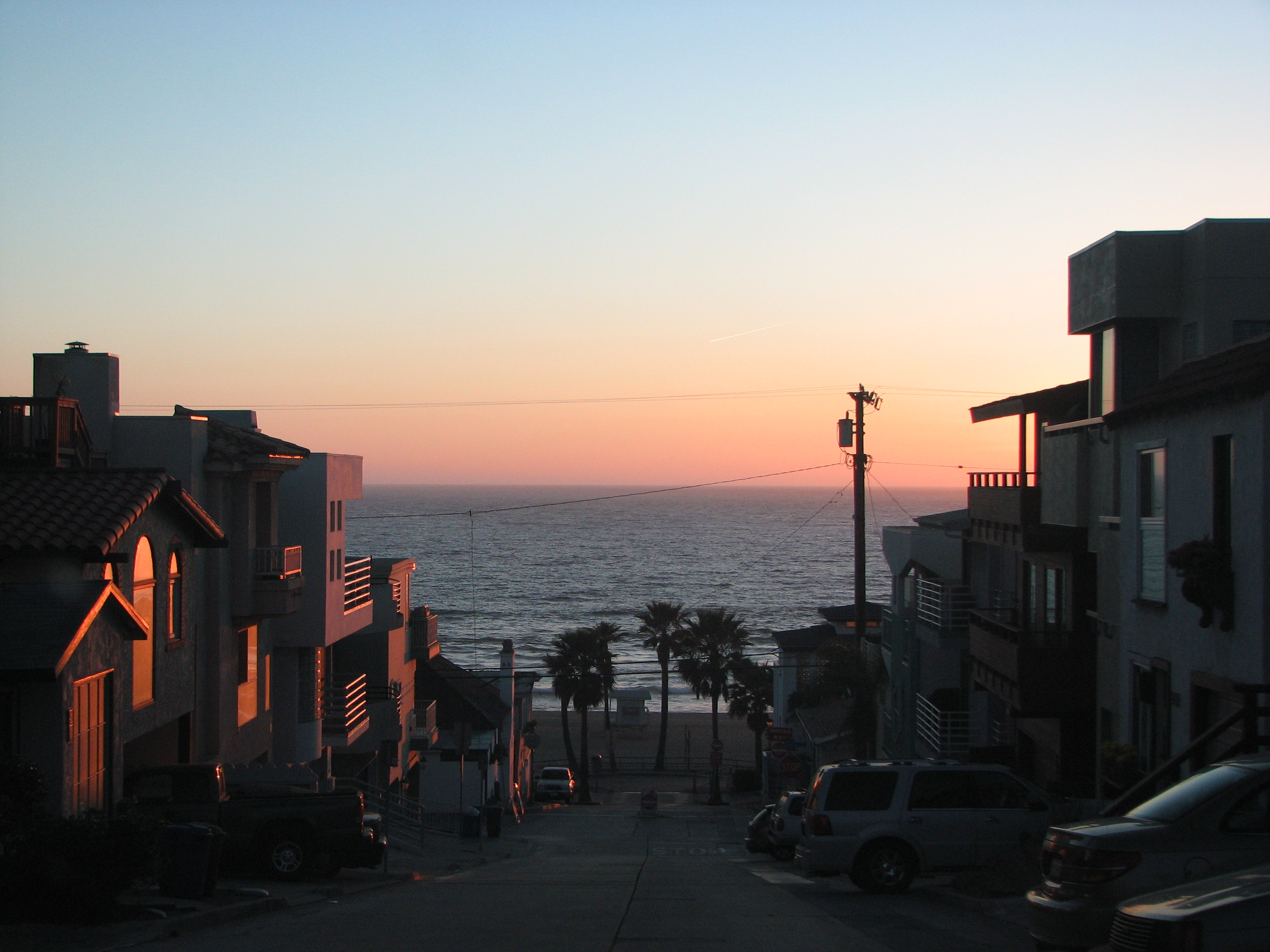
Widok na ocean
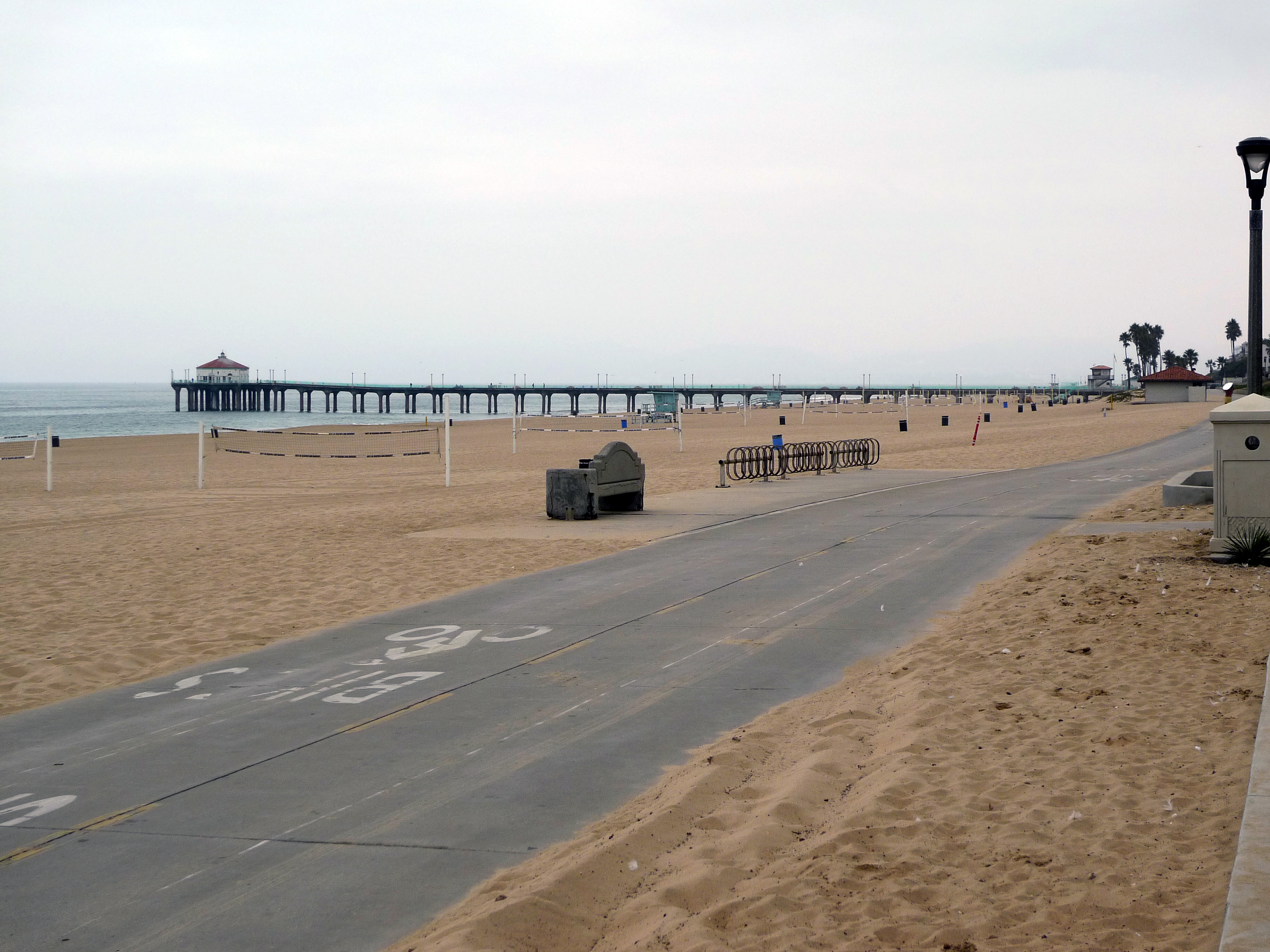
Molo i ścieżka rowerowa w Manhattan Beach